# Bosco Chiesanuova
Bosco Chiesanuova är en ort och kommun i provinsen Verona i regionen Veneto i Italien. Kommunen hade 3 557 invånare (2018).